# Benney
Benney – miejscowość i gmina we Francji, w regionie Grand Est, w departamencie Meurthe i Mozela.
Według danych na rok 1990 gminę zamieszkiwało 465 osób, a gęstość zaludnienia wynosiła 25 osób/km² (wśród 2335 gmin Lotaryngii Benney plasuje się na 616. miejscu pod względem liczby ludności, natomiast pod względem powierzchni na miejscu 213.).